# Аманінамід
Аманінамід є циклічним пептидом з восьми амінокислот з послідовністю Ile-Trp-Gly-Ile-Gly-Cys-Asn-Pro, що є базовою хімічною структурою усіх аматоксинів. Аманінамід, є смертельно отруйним для людей і як і решта аматоксинів міститься в грибах роду Amanita.

## Токсичність
Як і решта аматоксинів, аманінамід є інгібітором РНК полімерази ІІ, зв'язуючись з якою він блокує синтез мРНК, результатом чого є припинення синтезу білків та лізис клітин.
Детальний опис хімічної структури і механізму дії аматоксинів а також симптомів та підходів до лікування отруєння цими сполуками міститься у статтях про аматоксини та альфа-аманітин.